# 10-20-systeem

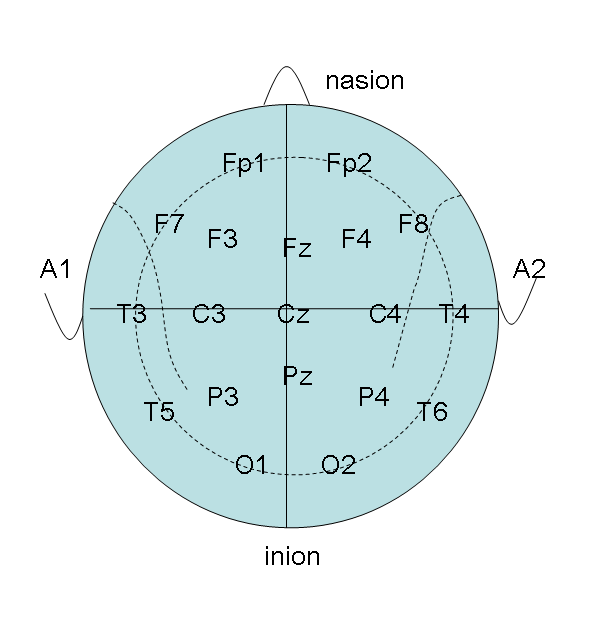
Het 10-20-systeem voor plaatsing van elektroden

Het 10-20-systeem is een algemeen gebruikt standaardsysteem om elektro-encefalografie(EEG)-elektroden op de schedel te plaatsen. Zo zijn de EEG-afleidingen van verschillende personen ook onderling beter te vergelijken. Het is gebaseerd op afstanden tussen elektroden die 10% of 20% kunnen bedragen van de afstand van voor-naar-achter, en van links-naar-rechts op de schedel.
Er zijn twee hoofdassen. De voor-naar-achterlijn (=middellijn) loopt van het nasion (bot boven de neus) tot het inion (botknobbel op het achterhoofd) en de links-naar-rechtslijn (=laterale lijn) loopt tussen het bot boven de oorpunten (A1 en A2). De posities op de linkerhersenhelft zijn daarbij gecodeerd met oneven cijfers (1, 3, 5, 7, 9) en die op de rechterhersenhelft met even cijfers (2, 4, 6, 8). De posities van voor-naar-achter zijn met letters aangegeven: Fp (pre-frontaal), F (frontaal), C (centraal), P (pariëtaal) en O (occipitaal). C3 wil bijvoorbeeld zeggen links centraal. Ten slotte zijn de posities die precies op de middellijn liggen met z aangegeven (bijvoorveeld Cz, Pz). De overige posities bevinden zich op kromme lijnen, waarbij dezelfde letter/nummer/afstand-codering gehandhaafd blijft (zie afbeelding ter illustratie).